# Hüyük (district)
Hüyük is een Turks district in de provincie Konya en telt 19.148 inwoners (2007). Het district heeft een oppervlakte van 549,1 km². Hoofdplaats is Hüyük.
De bevolkingsontwikkeling van het district is weergegeven in onderstaande tabel.
| 1997   | 2000   | 2007   |
| ------ | ------ | ------ |
| 45.271 | 52.110 | 19.148 |